# Freddie Stroma
Freddie Stroma (Londres, 8 de janeiro de 1987) é um ator e modelo britânico. Ficou conhecido pelo papel de Cormac McLaggen em filmes da série Harry Potter, por co-protagonizar ao lado de Lucy Hale a comédia musical A Cinderella Story: Once Upon a Song e pelo papel do anti-herói Vigilante em Peacemaker, da DC. Também estrelou Extraterrestrial, Unreal, 13 Horas: Os Soldados Secretos de Benghazi, Time After Time, Bridgerton e Pit Stop.

## Biografia
Freddie Stroma nasceu em Londres como Frederic Wilhelm C. J. Sjöström. Ele estudou em um internato só para meninos chamado Radley College e é o filho do meio, tem uma irmã mais velha e um irmão mais novo. Enquanto tentava se formar em Neurociência na University College London, a sua carreira de ator e modelo começou a decolar, o que o fez dar uma pausa nos estudos para que pudesse interpretar Cormac McLaggen no filme Harry Potter and the Half-Blood Prince. Após o término das filmagens, voltou para completar seus estudos na University College London, alegando que "teria sido uma vergonha largar tudo".

## Filmografia

### Cinema
| Ano  | Título                                        | Papel           | Nota                                               |
| ---- | --------------------------------------------- | --------------- | -------------------------------------------------- |
| 2008 | Lady Godiva                                   | Matt            |                                                    |
| 2009 | Harry Potter and the Half-Blood Prince        | Cormac McLaggen |                                                    |
| 2010 | 4.3.2.1                                       | Cool Brett      |                                                    |
| 2010 | Harry Potter and the Deathly Hallows – Part 1 | Cormac McLaggen |                                                    |
| 2011 | Harry Potter and the Deathly Hallows – Part 2 | Cormac McLaggen |                                                    |
| 2011 | A Cinderella Story: Once Upon a Song          | Luke Morgan     | Canta "Knockin" e "Possibilities" da trilha sonora |
| 2012 | Pitch Perfect                                 | Luke            |                                                    |
| 2013 | After the Dark                                | Jack            | Também conhecido como The Philosophers             |
| 2014 | Extraterrestrial                              | Kyle            |                                                    |
| 2014 | The Inbetweeners 2                            | Ben             |                                                    |
| 2016 | 13 Horas: Os Soldados Secretos de Benghazi    | Brit Vayner     |                                                    |
| 2018 | Second Act                                    | Ron Ebsen       |                                                    |
| 2022 | James and Lucia                               | Giorgio Joyce   | Em pré-produção                                    |

### Televisão
| Ano     | Título                    | Papel                  | Nota                                             |
| ------- | ------------------------- | ---------------------- | ------------------------------------------------ |
| 2006    | Mayo                      | Lucas Harper           | Episódio: "More Deaths than One"                 |
| 2006    | Casualty                  | James Huppert          | Episódio: "Happy Hour"                           |
| 2007    | The Last Flight to Kuwait | Gregor Schatz          | Telefilme                                        |
| 2015-16 | Unreal                    | Adam Cromwell          | Principal (temporada 1); Convidado (temporada 2) |
| 2016    | Game of Thrones           | Dickon Tarly           | Episódio: "Blood of My Blood"                    |
| 2017    | Time After Time           | H. G. Wells            | Principal                                        |
| 2019    | Grand Hotel               | Oliver                 | 2 episódios                                      |
| 2020    | Bridgerton                | Príncipe Friedrich     | 3 episódios                                      |
| 2021    | Pit Stop                  | Jake Martin            | Principal                                        |
| 2022    | Peacemaker                | Adrian Chase/Vigilante | Principal                                        |